# Hartmut Dieter Breitkreuz
Hartmut Dieter Breitkreuz (* 20. Februar 1937 in Mainz; † 17. Februar 2020) war ein deutscher Sprach- und Literaturwissenschaftler (Anglistik und Amerikanistik) und Fachdidaktiker für Englische Sprache. Von 1974 bis 2002 war er Professor für Englische Sprache und Literatur und deren Didaktik an der Pädagogischen Hochschule Heidelberg.

## Leben
Hartmut Dieter Breitkreuz verbrachte seine ersten Lebensjahre in Mainz und Wiesbaden, Marienwerder (Westpreußen) und Hildburghausen (Thüringen). Nach der Flucht der Familie in den Westen besuchte er die Oberrealschule Ernestinum in Coburg (Bayern) sowie das Frhr.-v.-Stein-Gymnasium in Recklinghausen, wo er 1958 das Abitur machte. Ab 1958 studierte er Anglistik, Amerikanistik, Pädagogik, Geographie und Sportwissenschaft an der Westfälischen Wilhelms-Universität in Münster (Anglistik bei Edgar Mertner und Karl Schneider) und der Georg-August-Universität in Göttingen sowie, für ein akademisches Jahr, am King’s College der University of Durham in Newcastle upon Tyne (heute Newcastle University) und am Cambridgeshire College of Arts and Technology in Cambridge.
Seinen akademischen Studienabschluss zum M. A. legte Breitkreuz im Oktober 1965 in Münster ab, die beiden Staatsexamina für das Lehramt an Gymnasien machte er 1964 bzw. 1966; dazwischen war er Studienreferendar in Kassel, danach, ab 1966, Studienassessor sowie, von 1969 bis 1973, Studienrat am Max-Planck-Gymnasium in Göttingen. 1973 wurde er als Dozent für Englische Sprache und Literatur und Fachdidaktik Englisch an die Pädagogische Hochschule Heidelberg berufen und bereits 1974 zum Professor ernannt. Besondere Forschungsschwerpunkte lagen auf der englischen Unterrichtssprache und dem Frühen Fremdsprachenlernen ab Klasse 1, dem sog. „Grundschulenglisch“. In diesem Kontext gründete und leitete er mehrere Jahre die an der PH Heidelberg angesiedelte „Clearingstelle Englisch an Grundschulen in Baden-Württemberg“.
Innerhalb der Hochschule war Breitkreuz u. a. mehrfach Fachsprecher Englisch, von 1998 bis 2002 Senatsbeauftragter für Auslandsbeziehungen (USA) sowie Beauftragter für das European Credit Transfer System. Neben seiner Tätigkeit an der PH Heidelberg war er von 1975 bis 1980 Wiss. Berater des Linguaphone Sprachlehrinstituts Hamburg sowie 1997 Research Fellow des American Biographical Institute in Raleigh (North Carolina). Seit 2002 befand er sich im Ruhestand. Er verstarb am 17. Februar 2020.
Breitkreuz war Mitglied zahlreicher wissenschaftlicher Gesellschaften wie Deutscher Anglistenverband, Deutsche Shakespeare-Gesellschaft, Gesellschaft für Angewandte Linguistik, Deutsche Gesellschaft für Fremdsprachenforschung, World Education Fellowship, Humboldt-Gesellschaft für Wissenschaft, Kunst und Bildung sowie der Gesellschaft für Namenkunde in Wien.

## Arbeitsschwerpunkte
Einen Namen machte sich Breitkreuz ab 1973 insbesondere mit seinen Beiträgen und Büchern über False Friends und Pseudo-Anglizismen, die – ebenso wie seine beiden mit René Bosewitz veröffentlichten Taschenbücher über Phrasals und Idiomatic Verbs – ein breites Lesepublikum fanden. Weitere Themenfelder seiner Arbeit waren u. a. Fremdsprachen in der Grundschule, Classroom English (mit Manfred Liedtke), Kollokationales Lernen, Ganzheitlicher Englischunterricht sowie eine Vielzahl von Analysen von Unterrichtsaufzeichnungen des Hochschulinternen Fernsehens an Schulen aller Schularten. Im Bereich der Literaturwissenschaft veröffentlichte Breitkreuz Aufsätze u. a. über die Angry Young Men (Kingsley Amis, John Wain und Alan Sillitoe) sowie über Malcolm Bradbury, William Empson, Samuel Taylor Coleridge und Richard Hurd. Daneben erschienen von Breitkreuz eine Vielzahl von kleineren Beiträgen zur Märchen-, Erzähl-, Proverbial- und Zitatforschung, u. a. in der Enzyklopädie des Märchens sowie in englischsprachigen Fachzeitschriften.
Breitkreuz' Arbeiten zur Fehlerforschung kulminierten schließlich in seiner von Konrad Schröder betreuten Dissertation Studien zur frühen Fehlerforschung in Deutschland, mit der ihn die Universität Augsburg 2009 zum Dr. phil. promovierte. Vor dem Hintergrund der Ergebnisse der Fehlerpädagogik Hermann Weimers (1872–1942) zeichnet Breitkreuz darin eine neue, „fehlersympathische“ Betrachtungsweise des Falschen in der Spezifik von Fehler und Irrtum am Beginn des 21. Jahrhunderts auf.

## Publikationen
- (Hg.) Neuherausgabe von Helmut Kissling: Lexikon der englischen Unterrichtssprache. Wortschatz und Phraseologie. Quelle & Meyer, Heidelberg (2. Aufl.) 1981.
- (mit Manfred Liedtke) It's Easy to Say. Schüleräußerungen für einen kommunikativen Englischunterricht. A Student's Guide to Classroom English. Alder Druck, Heidelberg 1977.
- (mit René Bosewitz) Do Up Your Phrasals. 500 Wendungen wichtiger Verben. rororo, Reinbek 1989.
- (mit René Bosewitz) Getting on Top of Idiomatic Verbs. Tausend Wendungen im Kontext. rororo, Reinbek 1989.
- False Friends. Stolpersteine des deutsch-englischen Wortschatzes. rororo, Reinbek 1991.
- More False Friends. Tückische Fallen des deutsch-englischen Wortschatzes. rororo, Reinbek 1992.
- Studien zur frühen Fehlerforschung in Deutschland: Hermann Weimers Kleine fehlerkundliche Schriften. Einführung – Textedition – Anmerkungen. Peter Lang, Frankfurt a. M. u. a. 2009 [Diss.].
- (Hg.) Fremdsprachen in der Grundschule. Informationsschrift zur Lehrerbildung, Lehrerfortbildung und pädagogischen Weiterbildung, 48. Pädagogische Hochschule, Heidelberg 1994.
- (Reihen-Hg.) Buchreihe Foreign Language Studies. Peter Lang, Frankfurt a. M. u. a. (seit 1977).

sowie über 100 Aufsätze in Sammelwerken und wissenschaftlichen Zeitschriften.